# Avatr 12
Avatr 12 – elektryczny samochód osobowy klasy wyższej produkowany pod chińską marką Avatr od 2023 roku.

## Historia i opis modelu

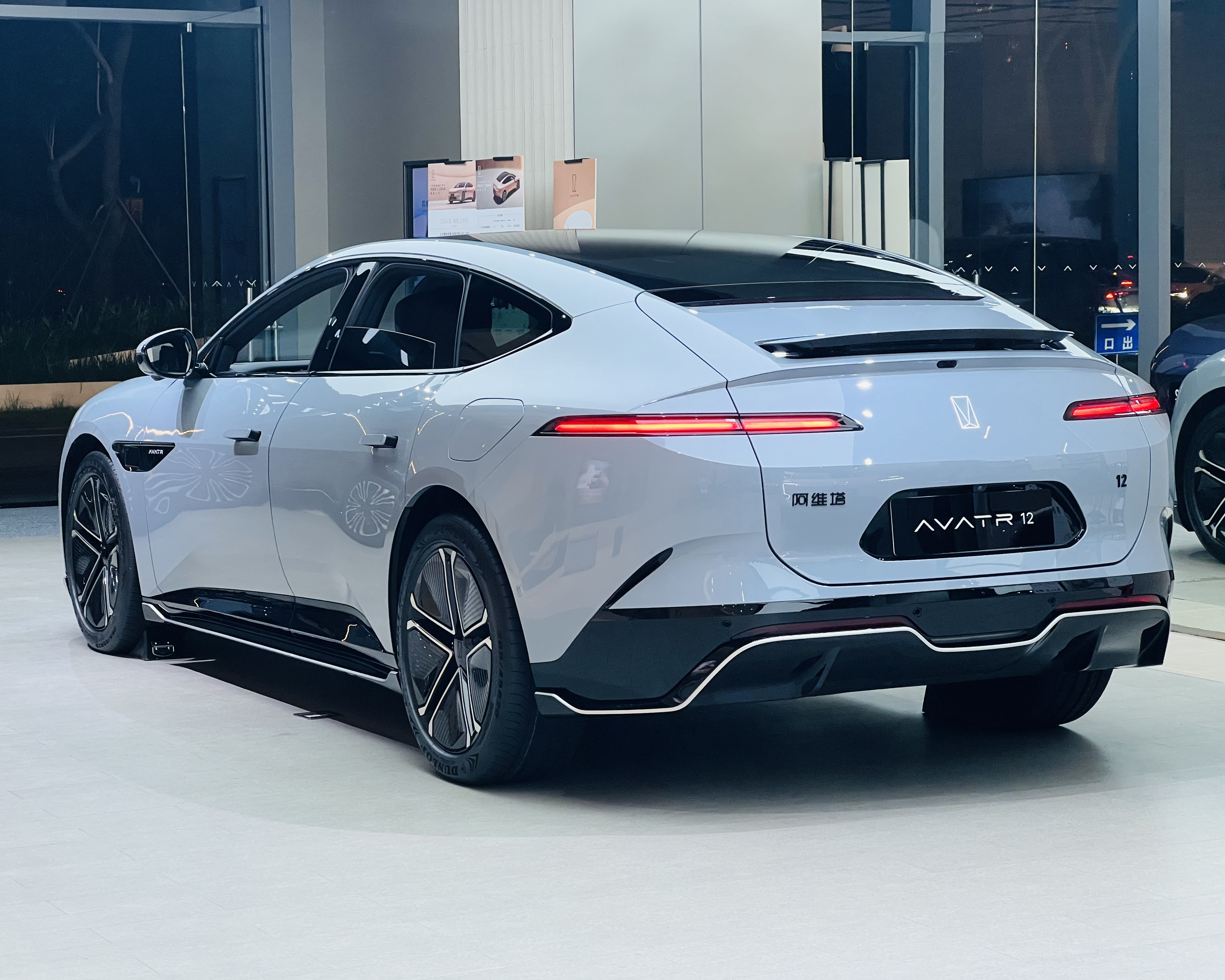
Avatr 12 - tył

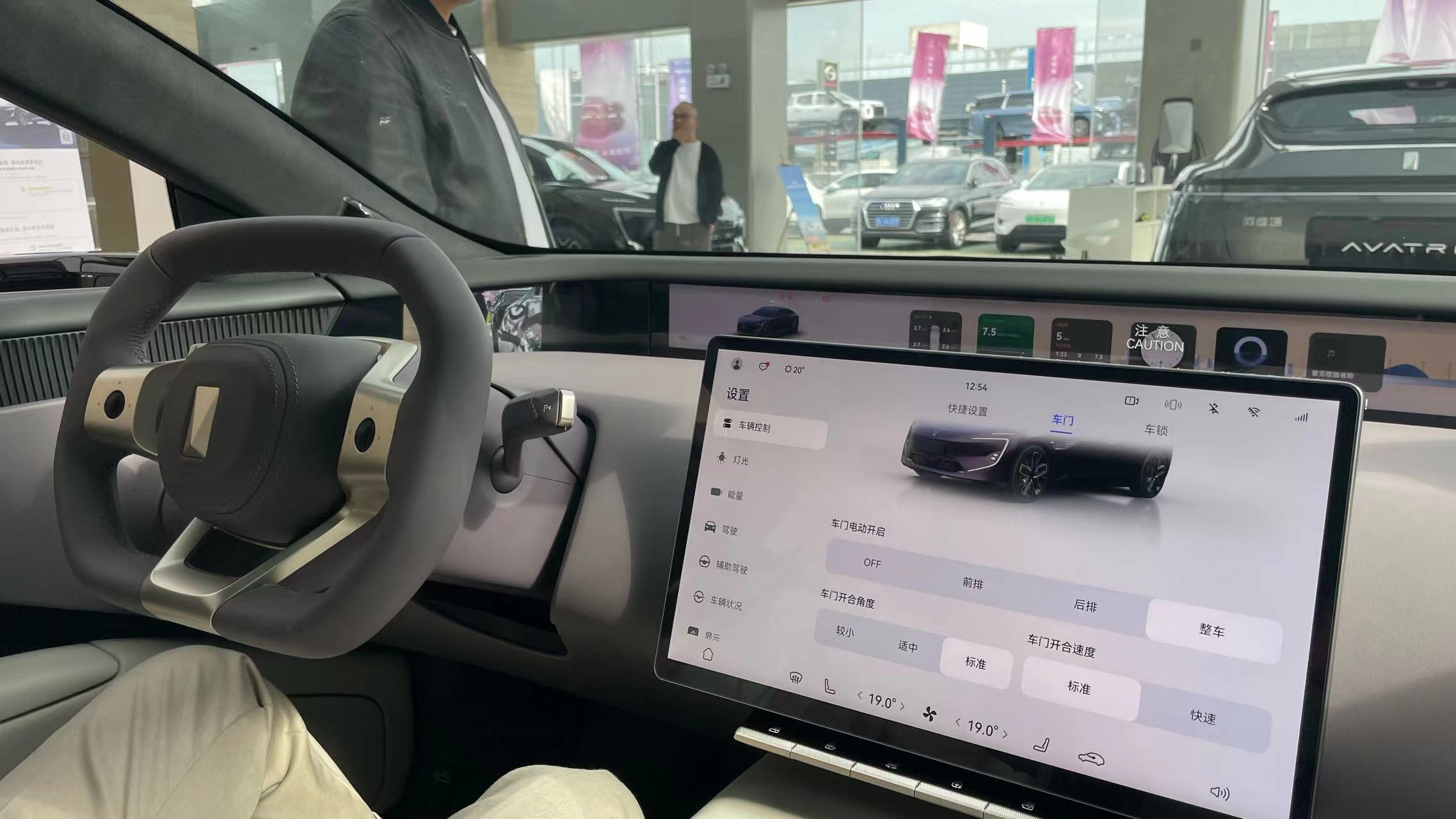
Avatr 12 - kokpit

W lipcu 2023 powstała 2 lata wcześniej chińska firma Avatr Technology przedstawiła drugi model w swojej gamie w ramach rozbudowy gamy składającej się dotąd tylko z jednego samochodu. Avatr 12 przyjął postać flagowej limuzyny klasy wyższej łączącej w swoich proporcjach cechy sedana oraz fastbacka. Podobnie jak SUV Avatr 11, projekt stylistyczny został opracowany przez byłego projektanta BMW, Nadera Faghihzadeha. 
Charakterystyczne cechy wizualne pierwszego modelu firmy o masywnych proporcjach przeniesiono na bardziej smukłą sylwetkę, która zachowała krągłe kanty, podwójne oświetlenie z motywem litery "C" oraz wąskie pasy lamp tylnych. Klamki zostały ukryte, z kolei niewielką tylną szybę zintegrowano z płynnie opadającym przeszkleniem nisko poprowadzonego dachu. Krawędź klapy bagażnika zwieńczył opcjonalnie uchylany spojler, a uchyla się on razem z szybą jak w liftbackach. Samochód wyposażono także w opcjonalny system kamer zastępujących tradycyjne lusterka boczne. Koła przyjęły dwa rozmiary: 20 lub 21 cali.
Kabina pasażerska Avatra 12 wprowadziła zmiany w koncepcji wybranych przyrządów, zachowując swój typowy projekt stylistyczny. Koło kierownicy otrzymało bardziej owalny kształt, a centralny 15,6 calowy ekran dotykowy systemu multimedialnego zdominował kosnolę centralną. Zamiast wyświetlacza cegarów przed kierowcą zdecydowano się go zintegrować z jednym, dużym cyfrowym pasem biegnącym przez całą szerokość kokpitu.

### Sprzedaż
Avatr 12 powstał z myślą o wewnętrznym rynku chińskim, gdzie jego oficjalny debiut miał miejsce w sierpniu 2023, z kolei na początku września podczas IAA Mobility 2023 w Monachium samochód przedstawiono także europejskiej publiczności. Początek dostaw pierwszych sztuk do nabywców wyznaczono na grudzień tego samego roku, pozycjonując swój model jako produkt klasy premium. Jednym z głównych rywali Avatra 12 jest Zeekr 001.

### Dane techniczne
Avatr 12 to samochód w pełni elektryczny, do którego napędu przewidziano dwa zespoły. Podstawowy składa się z jednego silnika przenoszącego moc 313 KM na tylną oś, z kolei topowy tworzą dwa silniki napędzające obie osie z łączną mocą 578 KM. Baterie dostarcza współtwórca i współudziałowiec spółki Avatr, chińska firma CATL, oferując dwa pakiety o pojemności 90,4 lub 116,8 kWh. Silniki zapewnia z kolei inny udziałowiec przedsięwzięcia, firma Huawei.